# Merthyr Tudful
Merthyr Tudful o Merthyr Tydfil (literalment 'El Martiri de Santa Tudful'), és una ciutat del sud de Gal·les, al Regne Unit, amb una població de prop de 30.000 habitants. Encara que va ser la ciutat més poblada del país, en l'actualitat és tot just la seva tretzena àrea urbana.
També li dona el seu nom al comtat en què es troba, amb una població de prop de 55.000 habitants. Havia pertangut a l'històric comtat de Glamorgan. Se'l coneix com a Merthyr.

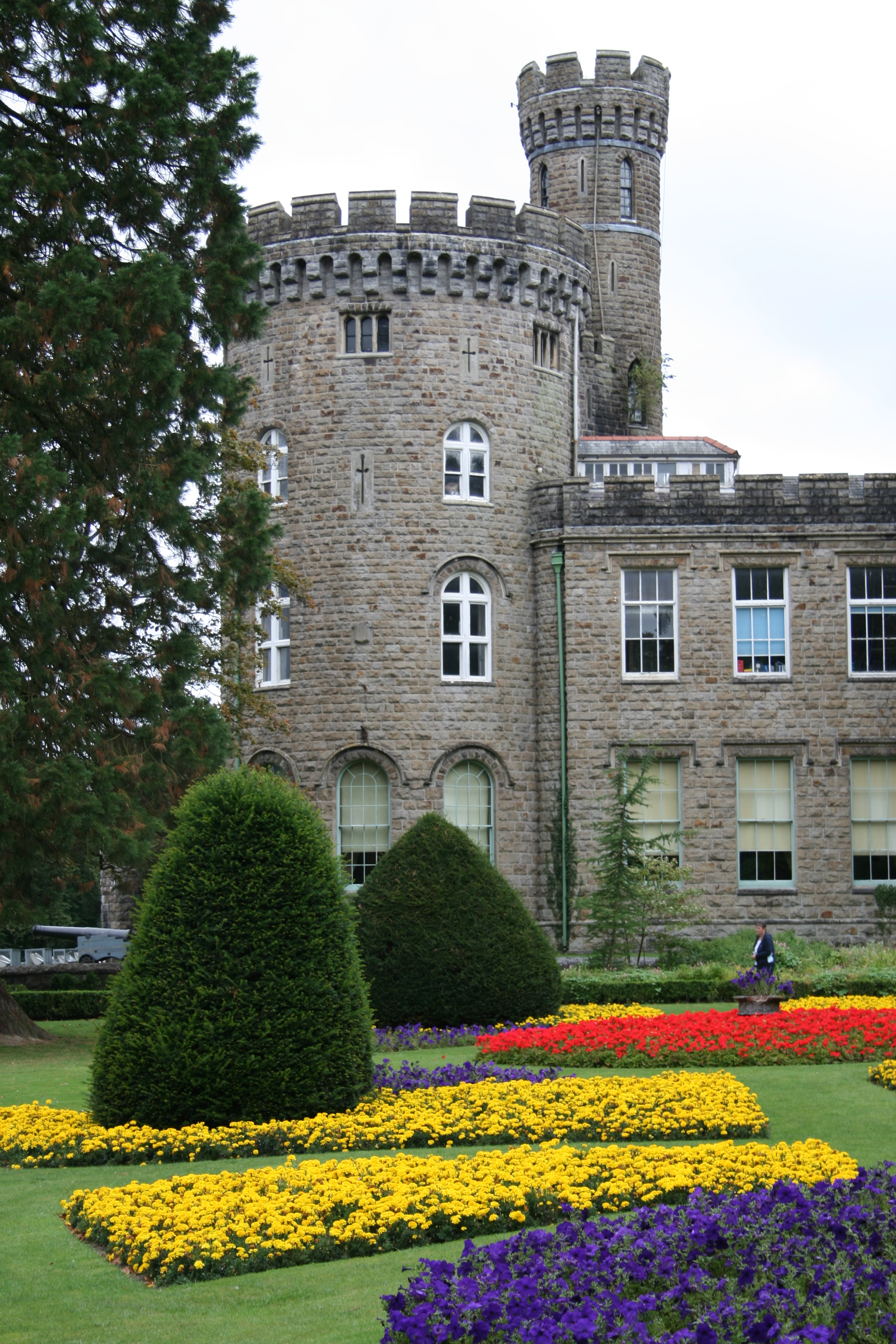
Castell de Cyfarthfa

## Ferrocarril
Merthyr està situat prop d'importants reserves de ferro, carbó, pedra calcària i aigua abundant, fent-la un lloc ideal per a la metal·lúrgia durant la Revolució Industrial. S'hi va fer la primera línia de ferrocarril del món que, el 1804, va transportar 10 tones de ferro amb la locomotora de vapor, "The Iron Horse", dissenyada per Richard Trevithick. Va anar des de Penydarren fins Abercynon.